# وستربوتنز-کوریرن
وستربوتنز-کوریرن (به سوئدی: Västerbottens-Kuriren) یک روزنامه به زبان سوئدی است که در شهر امئو چاپ می‌شود.
این روزنامه در سال ۱۹۰۰ برای اولین بار چاپ شده است و اخبار منطقه وستربوتن را با ۳۴٬۷۰۰ نسخه پوشش می‌دهد.